# Ambelania quadrangularis
Ambelania quadrangularis é uma espécie de planta do gênero Ambelania.  

## Taxonomia
A espécie foi descrita em 1860 por Johannes Müller Argoviensis. 